# Death Crimson OX
Death Crimson OX (デスクリムゾンＯＸ?) è un videogioco arcade del 2000 sviluppato da Ecole. È uno sparatutto in prima persona, il gioco è il terzo titolo della serie Death Crimson, l'unico distribuito al di fuori del Giappone. Pubblicato nel 2001 per Dreamcast, il gioco ha ricevuto una conversione per PlayStation 2, commercializzata in Europa con il titolo di Guncom 2.